# Over There
"Over There", är en sång från 1917 som skrevs av kompositören George M. Cohan. Sången var populär bland den amerikanska militären och allmänheten under båda världskrigen. Det är en patriotisk sång, utformad för att uppmuntra amerikanska unga män att ta värvning i armén och bekämpa "Hunnen", det vill säga tyskarna. 
Cohan skrev låten 1917, då president Woodrow Wilson just förklarat krig mot Tyskland och därmed gick in i första världskriget på de allierades sida samt började skicka trupper till Europa. Sången återspeglade amerikanernas förväntningar på att kriget skulle vara kortvarigt.
Sången introducerades för allmänheten hösten 1917 när den sjöngs på en välgörenhetsgala för Röda Korset i New York. Den skulle komma att bli den mest populära låten under kriget, med över två miljoner sålda kopior. Denna sång, tillsammans med "It's a Long Way to Tipperary", var de mest populära patriotiska sångerna under första världskriget. 
Den 29 juni 1936 tilldelade president Franklin D. Roosevelt Cohan Kongressens guldmedalj för denna och andra sånger.
Sången har återupplivats vid olika tillfällen under och efter andra världskriget.
En av de många filmer sången finns med i är Yankee Doodle Dandy (1942) med James Cagney i sin Oscar-vinnande roll som George M. Cohan. I slutet av filmen, när Cohan lämnar Vita Husets område, marscherar en grupp soldater förbi den åldrade Cohan medan de sjunger sången. En äldre åskådare av paraden inser att han befinner sig stående jämte upphovsmannen till sången. Cohan (och andra medborgare) börjar marschera tillsammans med och i takt med soldaterna. En av soldaterna (Frank Faylen) retar, utan att veta vem den gamla mannen är, honom för att få honom att sjunga med i sången. Filmen avslutas med en närbild på en rörd Cohan (Cagney) sjungandes de sista raderna av sången.

## Utdrag ur texten
| ” | Over there, over there, Send the word, send the word over there, That the Yanks are coming, the Yanks are coming, The drums rum-tumming everywhere. So prepare, say a prayer, Send the word, send the word to beware - We'll be over, we're coming over, And we won't come back till it's over, over there. | „ |